# فورست هوارد مكدونالد
فورست هوارد مكدونالد (بالإنجليزية: Forrest Howard McDonald)‏ هو كاتب أغاني أمريكي، ولد في 22 أبريل 1950 في أوستن في الولايات المتحدة.